# Sh2-64
Sh2-64 (également connue sous le nom de Westerhout 40, W40 ou RCW 174) est une nébuleuse en émission visible dans la que de la constellation du serpent. Bien que peu connue, c'est l'une des régions de formation d'étoiles les plus proches du système solaire.

## Observation
Sh2-64 est situé dans la partie orientale de la constellation, à environ 3° nord-est de l'étoile η Serpentis et à une très courte distance angulaire de l'étoile 60 Serpentis (en), de magnitude apparente 5,39. Sa lumière filtre à travers une fente dans le grand complexe de nébuleuses sombres qui composent le Rift de l'Aigle, au point qu'aucun champ d'étoiles de fond n'est observable à proximité. À cause de ce filtre, la nébuleuse ne peut être observée optiquement avec aucun instrument amateur. Cependant, elle peut être identifiée sur des photographies à longue exposition prises à l'aide de filtres appropriés.
La période la plus propice à son observation dans le ciel du soir se situe entre juin et novembre. N'étant qu'à 2° de l'équateur céleste, il peut être observé indistinctement depuis toutes les régions peuplées de la Terre, ne restant invisible que depuis les zones entourant immédiatement le pôle nord.

## Caractéristiques
C'est une grande région H II qui fait partie d'une importante région de formation d'étoiles, associée à la source radio brillante W40, d'où proviennent des étoiles de grande masse. Malgré cela, en raison de son fort assombrissement par le Rift de l'Aigle, elle est restée une région très peu étudiée pendant des années. La nébuleuse reçoit le rayonnement ionisant de certaines étoiles jeunes et massives de classe spectrale B1V, désignées par W40 OS1a, W40 OS2a et W40 OS3a, toutes entourées d'un disque protoplanétaire dense. Les estimations sur sa distance sont d'environ 400 pc (∼1 300 al) ou au plus 600 parsecs (1 960 années-lumière). Dans les deux cas, l'emplacement de la nébuleuse tombe sur le bord intérieur du bras d'Orion, en correspondance avec les nuages denses de poussière non éclairée constituant le Rift de l'Aigle.
Les études de rayons X menées par le télescope spatial Chandra ont permis d'identifier 194 sources de rayons X presque certainement associées à W40, coïncidant avec autant de jeunes objets stellaires. Les étoiles de la pré-séquence principale identifiées dans cette région sont au nombre d'environ 600 et sont regroupées en un très jeune amas ouvert de forme sphérique profondément immergé dans les gaz du nuage et fortement obscurci par les bancs de poussière du Rift. L'âge des composants de cet amas ne dépasserait pas un million d'années, bien que celui-ci puisse contenir des étoiles d'âges différents. En particulier, on pense que 6 de ses 8 étoiles les plus massives font partie d'une deuxième génération plus jeune, ce qui conduit à l'hypothèse d'un prolongement des processus de formation des étoiles de grande masse. Les composants stellaires identifiés par rayons X ont une masse supérieure à 0,2 M☉. Parmi ceux-ci, 90 % ont une masse inférieure à 2 M☉ et 7 ont une masse supérieure ou égale à 10 M☉. L'étoile la plus massive est W40 OS2a, avec une masse de 10 M☉. Les trois étoiles ionisantes forment une petite association OB.
Certaines des sources de rayonnement infrarouge les plus remarquables de la région ont été répertoriées par l'IRAS et portent les initiales IRAS 18288-0207 et IRAS 18288-0158. À celles-ci s'ajoute la source RAFGL 2177. Le noyau le plus dense de toute la région coïncide avec un nuage moléculaire catalogué comme TGU 279-P7,.